# Hemidactylus easai
Hemidactylus easai — вид ящірок з родини геконових (Gekkonidae). Описаний у 2022 році.

## Назва
Вид названо на честь доктора П. С. Іси, колишнього директора Інституту лісових досліджень Керали у місті Триссур, за його внесок у дослідження, збереження та управління дикою природою, насамперед у Західних Гатах протягом останніх чотирьох десятиліть.

## Поширення
Ендемік Індії. Серія типових зразків зібрана з людських поселень, всередині будівель на берегах річки Бхавані у штаті Керала. Голотип і паратипи були знайдені вночі, активно шукали комах. Кілька незібраних особин спостерігалися в людських поселеннях та ущелинах скель в околицях типової місцевості.